# کوچگوری
کوچگوری (انگلیسی: Kochegury) یک شهرک در بخش چرمنیانسکی استان بلگورود کشور روسیه است.